# SN 1988H
SN 1988H – supernowa typu II-P odkryta 4 marca 1988 roku w galaktyce NGC 5878. W momencie odkrycia miała maksymalną jasność 16,20m.